# Wim Wenders
Ernst Wilhelm (Wim) Wenders (Düsseldorf, 14 augustus 1945) is een Duits filmregisseur en documentairemaker. Hij wordt beschouwd als een van de belangrijkste regisseurs van de Duitse naoorlogse auteursfilm die vanaf eind jaren zestig furore maakte in de internationale cinema, en waarvan Rainer Werner Fassbinder, Werner Herzog, Volker Schlöndorff en Edgar Reitz andere belangrijke vertegenwoordigers waren.

## Levensloop
Wenders studeerde geneeskunde en filosofie aan de Universiteit van Freiburg voordat hij overstapte naar de Hochschule für Film und Fernsehen (Hogeschool voor Film en Televisie) in München. Hij studeerde in 1970 af met zijn eerste langspeelfilm Summer in the City.
In zijn vroege films - tot aan Paris, Texas - vormde de (on)mogelijkheid om de werkelijkheid authentiek weer te geven een hoofdthema (Angst des Tormanns..., Alice in den Städten, Der amerikanische Freund, Hammett). Tevens stelden ze vaak expliciet het 'vervalsende' vertellen van de commerciële Hollywoodfilm ter discussie (Der Stand der Dinge). Dit had een aantal sociaal-politieke implicaties. Zo handelden een aantal van zijn vroegere films over de ontworteling van de Duitse samenleving na de Tweede Wereldoorlog - zoals het onvermogen van de oudere generatie om open over de gebeurtenissen tijdens de oorlog te praten en te verwerken en de vervreemding door de Amerikaans-geïnspireerde consumptiemaatschappij (Im Lauf der Zeit).
Vanaf Paris, Texas (naar een scenario van Sam Shepard) kende zijn werk een omslag en in plaats van de beperkingen van het medium te bekritiseren concentreerde Wenders zich steeds meer op het vertellen van zo authentiek mogelijke verhalen, in soms filosofisch getinte parabels (Der Himmel über Berlin; Until the End of the World; In Weiter Ferne so Nah), zonder daarbij de kritische, existentiële kijk op de werkelijkheid te verliezen. Hij maakte ook enkele opgemerkte, sfeervolle muziekdocumentaires.
De films van Wenders leven van de spanning tussen enerzijds de vervreemding door de bestaande afbeeldingen van de realiteit (reclame, televisie, film...) en anderzijds een verlangen naar een hernieuwd, betekenisvol kijken dat vaak door de (klassieke) film en de rockmuziek wordt geleid. Formeel kenmerkt zijn stijl zich door lange instellingen, afstandsopnames en terughoudende montage, die een zo objectief mogelijke, precieze en eerlijke weergave van de wereld beogen en zijn films een meditatief karakter geven.
Voor hij regisseur werd was Wenders enkele jaren actief als criticus voor het tijdschrift Filmkritik. Bij enkele films werkte hij nauw samen met de Oostenrijkse schrijver Peter Handke, o.a. voor Angst des Tormanns..., Falsche Bewegung en Der Himmel über Berlin. Wenders is ook bekend als fotograaf.

## Filmografie
- 1970 Summer in the City
- 1972 Die Angst des Tormanns beim Elfmeter
- 1973 Der scharlachrote Buchstabe
- 1974 Alice in den Städten
- 1975 Falsche Bewegung
- 1976 Im Lauf der Zeit
- 1977 Der amerikanische Freund
- 1980 Lightning Over Water (in samenwerking met Nicholas Ray)
- 1982 Hammett
- 1982 Chambre 666
- 1982 Der Stand der Dinge
- 1984 Paris, Texas
- 1985 Tokyo-Ga
- 1987 Der Himmel über Berlin
- 1989 Aufzeichnungen zu Kleidern und Städten
- 1991 Bis ans Ende der Welt
- 1993 In weiter Ferne, so nah!
- 1994 Lisbon Story
- 1995 A di là delle nuvole (in samenwerking met Michelangelo Antonioni)
- 1995 Die Gebrüder Skladanowsky
- 1997 The End of Violence
- 1999 Buena Vista Social Club
- 2000 The Million Dollar Hotel
- 2002 Ten Minutes Older (segment)
- 2003 The Soul of a Man
- 2004 Land of Plenty
- 2005 Don't Come Knocking
- 2008 Palermo Shooting
- 2008 8 (segment)
- 2011 Pina
- 2014 The Salt of the Earth
- 2015 Every Thing Will Be Fine
- 2023 Perfect Days

### Essays
- W. Wenders: Emotion Pictures, Verlag der Autoren 1986
- W. Wenders: Die Logik der Bilder, Verlag der Autoren 1988
- W. Wenders: The act of Seeing, Verlag der Autoren 1992.

### Fotografie
- W. Wenders: Written in the West
- W. Wenders: Pictures from the Surface of the Earth
- W. Wenders: "Places, Strange and Quiet"
- W. Wenders: "Urban Solitude"
- W. Wenders: "America"
- W. Wenders: "Time capsules, By the side of the road"
- W. Wenders: "4real & true2"
- W. Wenders: "Journey to Onomichi"